# Karl Friedrich Flögel
Pour les articles homonymes, voir Flögel.
Karl Friedrich Flögel, né le 3 décembre 1729 à Jauer (actuelle Pologne) et mort à Legnica le 7 mars 1788, est un spécialiste de littérature allemand. 

## Biographie
Il étudie au lycée Sainte-Marie-Madeleine de Breslau (1748-1752) puis est élève en théologie de Siegmund Jakob Baumgarten et en philosophie de Christian Wolff à Halle-sur-Saale.
Professeur au Maria-Magdalenen-Gymnasium dès 1761, élu en 1772 à la Société royale des sciences de Francfort-sur-l'Oder, il devient rapidement vice-recteur du Marie-Magdalenen-Gymnasium puis, en 1773, est nommé recteur de l'école de Jauer. L'année suivante, il enseigne la philosophie à l'académie de chevalerie de Liegnitz où il restera jusqu'à sa mort.
On lui doit de nombreux ouvrages écrits en allemand qui ont été fortement estimés.

## Publications
- Introduction à l'art d'inventer, Breslau, 1760
- Histoire de l'esprit humain, 1765
- Histoire de la littérature comique, 4 vol, 1784
- Histoire du comique grotesque, 1788
- Histoire des fous en titre d'office, 1789
- Histoire du burlesque, 1794